# Феодор Студит
Фео́дор Студи́т (Феодор Студийский; греч. Θεόδωρος ο Στουδίτης; 759—826) — византийский монах, аскет, церковный деятель и писатель. Канонизирован в лике преподобных. Дни памяти: 26 января (8 февраля) и 11 (24) ноября.

## Биография
Сын сборщика царских податей Фотина, родственник святого Романа Сладкопевца, Феодор получил хорошее образование под руководством матери Феоктисты. Братом Феодора был Иосиф Исповедник.
В 782 году под влиянием своего дяди Платона, всё семейство Феодора обратилось к монашеской жизни и на базе своего поместья в Вифинии организовало обитель Саккудион. 22-х лет от роду постригся он в этом монастыре; его молодая жена Анна также приняла монашество. Феодор стал «правой рукой» своего дяди. За основу был взят устав Василия Великого. Феодор уже тогда стал горячим сторонником иконопочитания и приветствовал VII Вселенский собор (787). В 794 году Платон уступил пост игумена монастыря Саккудион Феодору.
В 795 году Феодор Студит выступил против незаконного с канонической точки зрения развода и нового брака императора Константина VI, который этим возводил на престол родственницу Феодора Феодоту. Он был подвергнут истязаниям и сослан в Фессалоники, но скоро по смерти Константина вернулся в свою обитель (797).
В 798 году он переселился со своими учениками в Студийский монастырь, сделавшийся под его руководством светочем тогдашнего монашества; Студиты приобрели громадный вес в церковной жизни, с ними считались патриарх и император. Феодор дал Студию строгий устав, требовавший полного общежития и личного труда братии.
Когда возник вопрос о прощении отрешённого от сана священника, повенчавшего Константина, Феодор восстал против этого, опять вопреки императору и патриарху, и был изгнан на один из Принцевых островов, где пробыл два года (809—811).
После смерти императора Никифора I, Феодор опять торжественно вернулся в свой монастырь.
В 815 году император Лев V Армянин созывал собор против почитания икон, Феодор сказал ему: «не нарушай мира Церкви; Бог поставил в церкви иных апостолами, других — пастырями и учителями, но не упомянул о царях; оставь церковь пастырям и учителям. Если бы сам ангел сошёл с неба и стал извещать истребление веры нашей, то не послушаем и его». Феодор видел в иконоборчестве нарушение свободы церкви, а с догматической стороны усматривал в отрицании видимых изображений Христа умаление полноты Его человеческой природы, против воли Его, пославшего Авгарю Свой нерукотворный образ. Феодор был первым борцом за современное ему православие.

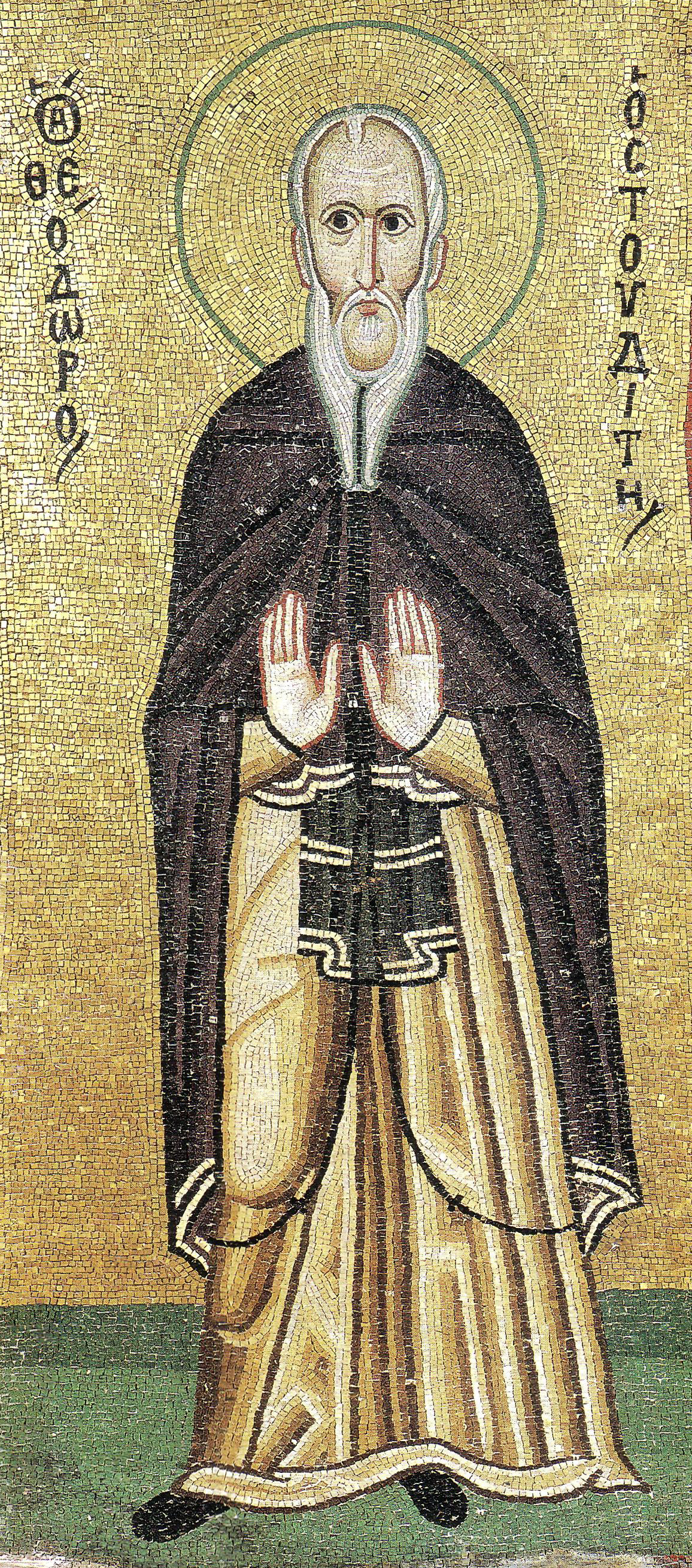
Феодор Студит

За устроенный им крестный ход с иконами Феодор был заключён и сослан. В темнице Феодор продолжал борьбу, апеллируя к патриархам, прежде всего к папе, которому «Христос вручил ключи веры». Новый император Михаил II Травл прекратил преследования. Феодор встречен был народом как мученик и чудотворец; но монастыря ему император не вернул. В скитаниях он скончался в 826 году, окружённый учениками. Через 2 года он был канонизирован, и на соборе 842 года, когда восторжествовали студиты, его имя было прославлено в числе первых.

## Влияние
Среди современников Феодор пользовался громадным влиянием; завещание его ежегодно читалось во время службы в Студийском монастыре. Для потомства Феодор является одним из главных учителей аскетизма и апологетом иконопочитания. Главное теоретическое сочинение Феодора — три книги «Опровержений» (Antirrhetica), из коих первые две написаны в форме диалога между православным и еретиком, третья же излагает учение о видимом образе Христа в форме опровержения (по пунктам) доводов, представленных иконоборцами. Устав, данный Феодором Студийскому монастырю, не был, по-видимому, записан им самим и в первоначальном своём виде до нас не дошёл. Скоро после смерти Феодора, кем-то из братии было составлено «Изображение установления (то есть порядков) обители Студийской».
К началу XI века существовал уже полный устав, подробно регулировавший жизнь монахов, с определением епитимий за различные проступки. Этот устав получил громадное распространение; например в монастырях Южной Италии, некогда греческих, сохранилось до 9 различных редакций, носящих имя Студийского устава. Для Востока, особенно для Руси, Студийский устав, в редакции Алексия Студита (патриарха Константинопольского) (XI в.), имел такое же значение, как для Запада устав святого Бенедикта.
Он был занесён на Русь в 1065 году киево-печерским игуменом, преподобным Феодосием; «от того же монастыря приняли», по словам летописи, «все монастыри устав». Период наиболее плодотворной, колонизационной и просветительной деятельности русских монастырей совпадает со временем господства Студийского устава.
Главным памятником литературной деятельности Феодора, где всего яснее сказались его взгляды на жизнь, являются проповеди. Они были собраны в двух «Катехизисах» — Большом и Малом. Систематичнее Большой, но он был мало известен и пока издан лишь отчасти; Малый же Катехизис, состоящий из 134 поучений к братии, пользовался большой известностью. Источниками для автора являются Священное Писание и жизненный опыт; главной темой служат идеалы аскетической добродетели, деятельной, не созерцательной; но фон для каждой почти проповеди новый.
Малый Катехизис был одной из любимых книг средневекового греческого и, по-видимому, славянского общества. Из отдельных слов особенно выдаются надгробные речи в память матери и игумена Платона. Не менее ценной является обширная переписка Феодора; издано пока около 550 писем. Многие из них весьма важны для истории церковно-политических вопросов VIII—IX в. Переписка Феодора вскрывает пламенную любовь его к свободе церкви и ревность к поддержанию церковного единства Востока и Запада.
Феодор являлся врагом византийского цезарепапизма и защитником первенства римской церкви, как главного оплота против иконоборцев. Из поэтических произведений Феодора изданы лишь каноны «На воздвижение св. Креста» и «На поклонение св. иконам», употребительные доселе в богослужении, а также 18 гимнов в честь различных отцов и святителей церкви. Всего более известны эпиграммы Феодора — краткие стихотворения ямбического размера (всего 123) на различные темы из монастырского обихода.

## Сочинения
Сочинения Феодора, вместе с двумя его греческими биографиями, изданы в Греческой Патрологии Миня, т. 99. К этому изданию появились существенные дополнения. Cozza-Luzi издал впервые 277 писем в «Nova Bibliotheca Patrum» (т. VIII, Рим, 1871); в IX т. того же издания (1888) впервые появились греческий текст Малого Катехизиса и отчасти Большого. Лучшее издание Малого Катехизиса принадлежит Anoray (Пар., 1891). Эпиграммы и три редакции устава изданы в Патрологии, а гимны у Pitra, «Analecta sacra» (Пар., 1876). На русском языке появились «Творения преп. Ф. Студита» (изд. спб. дух. академии, СПб., 1867-69). Отдельно вышли «Огласительные поучения» (Москва, 1853); много выдержек в «Воскресном Чтении» (Киев, 1842, 45, 47 слл.).

## Воззрения
В своих трудах Феодор превозносил и подробно описывал общежительную монашескую жизнь, где находилось место различным служениям: канонарху (следящему за последовательностью чтений и песнопений во время богослужения), лампадчику (заведующему освещением обители свечами), больничнику (врачу-санитару, обходчику больных), повару (чистильщику овощей, варящему пищу), келарю (смотрящему за палатами), садовнику.